# Črešnjevci
Črešnjevci so naselje v Občini Gornja Radgona.

## O naselju
Črešnjevci so naselje pri mestu Gornja Radgona, in se nahajajo na obronkih Slovenskih goric. Na severnem delu prehajajo v panonsko nižino, južni del pa pokriva gričevje. Naselje ima okoli 800 prebivalcev, povprečna nadmorska višina naselja pa je 226,7 m. Samo naselje je sestavljeno iz strnjenega naseljenega dela ob cesti Radgona - Spodnji Ivanjci, posameznih hiš na slemenih gričev ter posameznih naselij ob cesti Gornja Radgona - Police. Z gričev nasajenih z vinsko trto je prečudovit razgled na sosednjo Avstijo, ob pravšnjem vremenu pa vid seže vse do madžarskih ravnin in Balatona.
Črešnjevci so kraj z bogato tradicijo pridelave vina ter odličnimi vinogradniškimi legami. Številne viničerije in zidanice v kraju so dokaz te bogate tradicije in vabijo obiskovalce da se vrnejo v čas preteklosti.

## Zgodovina
Kraj je bil prvič omenjen leta 1385. Ob poti iz Črešnjevcev proti Zbigovcem je najdišče gomile iz rimske dobe. Ob glavni cesti stoji kamnito stebrasto znamenje ter kapelica iz leta 1831. Na cesti pred Zbigovci stoji kamnito znamenje sv. Mateja iz 18. stoletja. V gozdu Krčevine stoji plošča posvečena mladinski sekretarki Mariji Rožman, ki je bila na tem kraju ubita 20. februarja 1945. 
Na severozahodu naselja je v preteklosti stal Koratov grad ali Koratov marof, ki je dobil ime po pokojnemu Ivanu Koratu. Grad je bil v preteklosti zaščita vzhodnega vhoda v Radgono pred vojaškimi in drugimi vpadi. Sedaj ima posestvo s 7,5 ha vinogradov v lasti družina Borko kjer deluje tudi njihova vinogradniška-turistična kmetija. Ob posestvu teče potok Boljše vino (Besserwein). 
Črešnjevci so bili tudi domovanje pisatelja Petra Dajnka (1787-1873) ter Franca Jančarja (1820 - 1889) - gospodarskega strokovnjaka, pisca člankov in knjig z bogatimi napotki sadjarjem in vinogradnikom.
Med zgodovinske znamenitosti spadajo tudi kip svetega Mateja, Koroščeva vila, rojstna hiša Petra Dajnka, vila Hold in vaška kapela

## Šport in rekreacija
Črešnjevci ponujajo tudi obilico možnosti za rekreacijo. So primeren kraj za kolesarjenje, tek in pohodništvo. V veliki mreži številnih potk med vinogradi ter zavitimi lepo urejenimi lokalnimi cestami se najde za vsakega kolesarja, tekača in pohodnika veliko izziva.